# 壬午軍乱
壬午軍乱（じんごぐんらん）または壬午事変（じんごじへん）は、1882年（明治15年）、興宣大院君らの煽動を受けて、朝鮮の首府漢城（現在のソウル）で起こった閔氏政権および日本に対する大規模な朝鮮人兵士の反乱。

## 概略
朝鮮国王高宗の王妃閔妃を中心とする閔氏政権は、開国後、日本の支援のもと開化政策を進めたが、財政出費がかさんで旧軍兵士への俸給が滞ったことが反乱のきっかけとなった。すなわち、閔氏政権は近代的軍隊として「別技軍」を新設し、日本人教官を招致して教練を開始したが、これに反発をつのらせた旧式軍隊が俸給の遅配・不正支給もあって暴動を起こし、それに民衆も加わって閔氏一族の屋敷や官庁、日本公使館を襲撃し、朝鮮政府高官、日本人軍事顧問、日本公使館員らを殺害したものである。朝鮮王宮にも乱入したが、閔妃は王宮を脱出した。反乱軍は閔氏政権を倒し、興宣大院君を担ぎ出して大院君政権が再び復活した。
日本は軍艦4隻と千数百の兵士を派遣し、清国もまた朝鮮の宗主国として属領保護を名目に軍艦3隻と兵3,000人を派遣した。反乱軍鎮圧に成功した清は、漢城府に清国兵を配置し、大院君を拉致して中国の天津に連行、その外交的優位のもとで朝鮮に圧力をかけ、閔氏政権を復活させた。日本は乱後、清の馬建忠の斡旋の下、閔氏政権と交渉して済物浦条約を締結し、賠償金の支払い、公使館護衛のための日本陸軍駐留などを認めさせた。清国は朝鮮政府に外交顧問を送り、李鴻章を中心とする閣僚は朝鮮に袁世凱を派遣、袁が事実上の朝鮮国王代理として実権を掌握した。こののち袁世凱は、3,000名の清国軍をひきつづき漢城に駐留させた。この一連の動きの中で、中朝商民水陸貿易章程が締結された。この乱により、朝鮮は清国に対していっそう従属の度を強める一方、朝鮮における親日勢力は大きく後退した。
この乱の名称は干支の「壬午（みずのえうま）」に由来し、壬午の変（じんごのへん）、壬午事件（じんごじけん）などとも表記される。当時の日本では朝鮮国事変（ちょうせんこくじへん）、朝鮮事変（ちょうせんじへん）などとも称された。また、かつてはその首謀者の名を付し、大院君の乱（だいいんくんのらん）という表現もあった。

## 背景

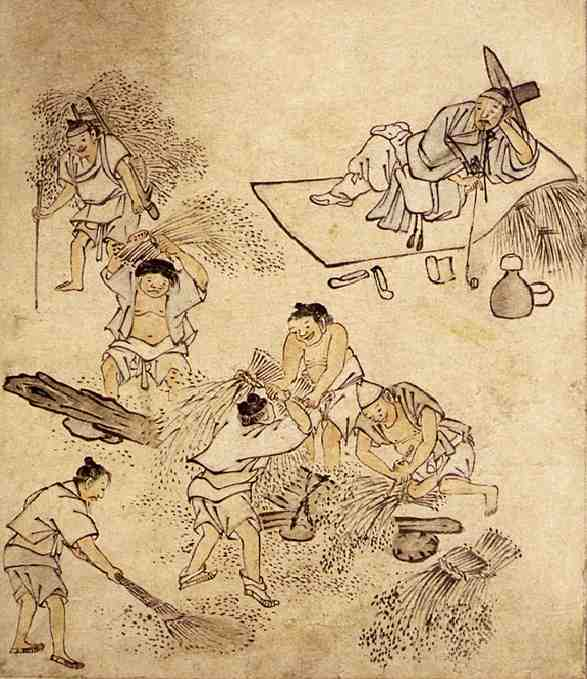
特権階級である両班が寝転んでいるそばで農民たちが働いている（18世紀末葉の絵画）

李王朝下の朝鮮では、国王みずからが売官をおこない、支配階級たる両班による農民への苛斂誅求、不平等条約の特権に守られた日清両国商人による収奪などにより民衆生活が疲弊していた。王宮の内部では、清国派、ロシア派、日本派などにわかれ、外国勢力と結びついた権力抗争が繰り広げられていた。とくに、宮中では政治の実権をめぐって、国王高宗の実父である興宣大院君と高宗の妃である閔妃が激しく対立していた。

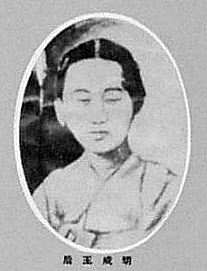
閔妃とされてきた写真

当時、朝鮮の国論は、清の冊封国（属邦）としての立場の維持に重きをおいて事大交隣を主義とする守旧派（事大党）と朝鮮の近代化を目指す開化派に分かれていた。このうち後者はさらに、国際政治の変化を直視し、外国からの侵略から身を守るには、すでに崩壊の危機に瀕している清朝間の宗属関係に依拠するよりは、むしろこれを打破して独立近代国家の形成をはからなければならないとする急進開化派（独立党）と、より穏健で中間派ともいうべき親清開化派に分かれていた。親清開化派は、清朝宗属関係と列国の国際関係を対立的にとらえるのではなく、二者併存のもとで自身の近代化を進めようというもので、閔氏政権の立場はこれに近かった。急進開化派は、朝鮮近代化のモデルとして日本に学び、日本の協力を得ながら自主独立の国を目指そうという立場であり、金玉均や朴泳孝ら青年官僚がこれに属した。
開化政策への転換に対しては、守旧派のなかでも特に攘夷思想に傾斜した儒者たちのグループ（衛正斥邪派）が強く反発した。辛巳の年1881年には年初から中南部各道の衛正斥邪派の在地両班は漢城府に集まって金宏集（のちの金弘集）ら開化政策を進める閣僚の処罰と衛正斥邪策の実行を求める上疏運動を展開した（辛巳斥邪上疏運動）。閔氏政権は、上疏の代表であった洪在鶴を死刑に処したほか、上疏運動の中心人物を流罪に処するなど、これを厳しく弾圧した。衛正斥邪派は大院君をリーダーと仰ぎ、この年の夏には、安驥泳らが閔氏政権を倒したうえで大院君の庶長子（李載先）を国王に擁立しようというクーデター計画が発覚している。
清朝間の宗属関係についてであるが、厳密には古代以来の冊封－朝貢体制における「属邦」と近代国際法における「属国」とは性格を異にしている。しかし、朝貢国として琉球を失うなど国際的地位の低下に危機感をつのらせた清朝は、日本や欧米諸国が朝鮮を清の属国とは認めないことを通達した事実を受け、最後の朝貢国となりつつあった朝鮮を近代国際法下での「属国」として扱うべく行動した。もともと宗属関係は藩属国の内治外交に干渉しない原則であったが、清国はこの原則を放棄して干渉強化に乗り出したのである。これは、近代的な支配隷属関係にもとづく権力の再構成であり、宗属関係の変質を意味していた。
一方、富国強兵・殖産興業をスローガンに近代化を進める日本は、工業製品の販路として、また増え続ける国内人口を養う食糧供給基地として朝鮮半島を重視し、そのためには朝鮮が清国から政治的・経済的に独立していることが国益にかなっていた。

## 軍乱の発生

### 俸給米不正支給から暴動へ

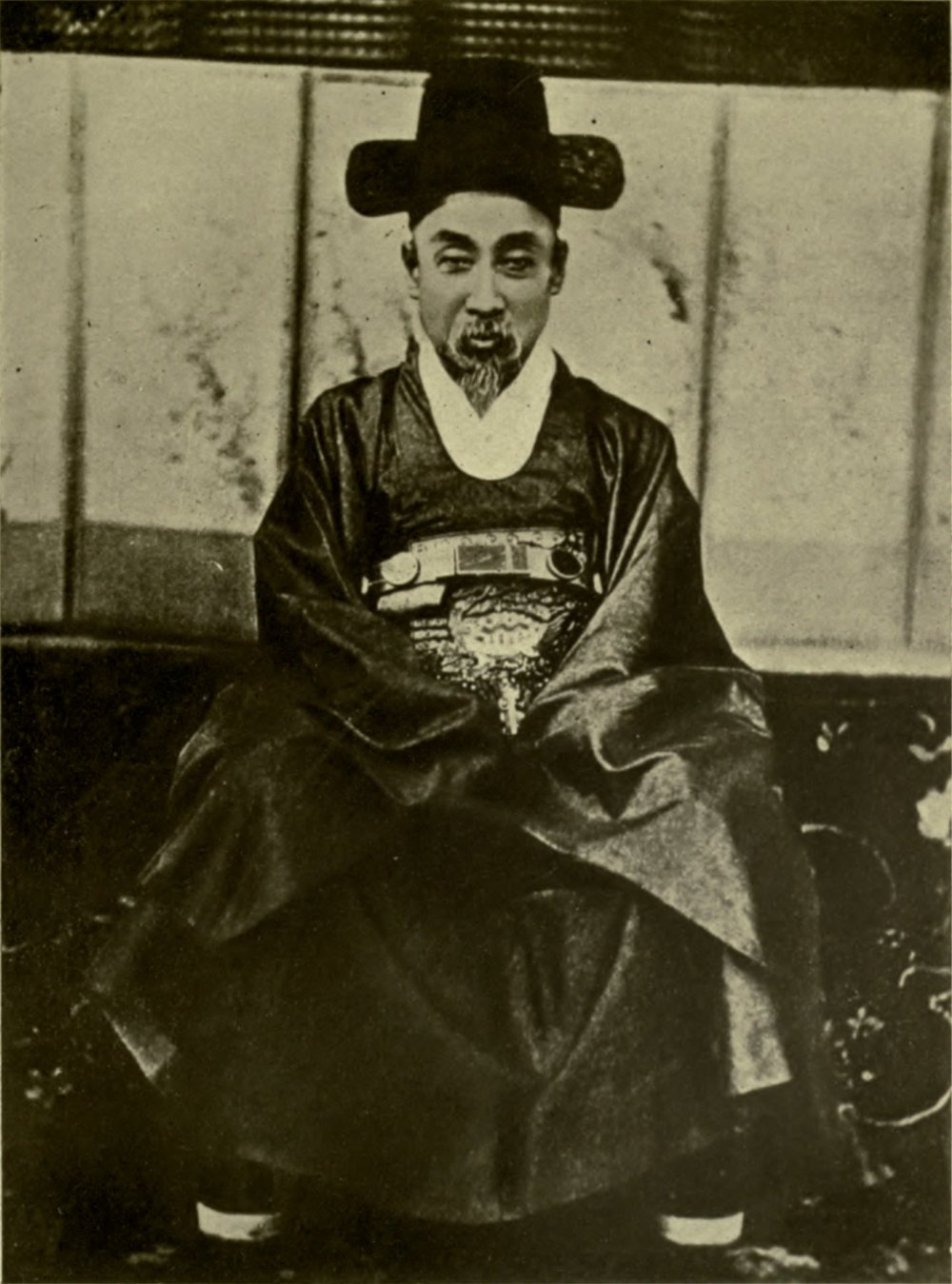
国王の父、興宣大院君

日朝修好条規の締結により開国に踏み切った朝鮮政府は、開国5年目の1881年5月、大幅な軍政改革に着手した。閔妃一族が開化派の中心となって日本と同様の近代的な軍隊の創設を目指した。近代化に対しては一日の長がある日本から軍事顧問として堀本礼造陸軍工兵少尉を招き、その指導の下、旧軍とは別に新式装備をそなえる新編成の「別技軍」を組織して西洋式の訓練をおこなったり、青年を日本へ留学させたりと開化政策を推進した。別技軍には、日本が献納した新式小銃はじめ武器・弾薬は最新式のものが支給され、その隊員も両班の子弟が中心でさまざまな点で優遇されていた。別技軍は、各軍営から80名の志願兵を選抜し、王直属の親衛隊である武衙営に所属させた。
これに対し、旧軍と呼ばれた従来からの軍卒二千数百名は、旧式の火縄銃があたえられているのみで、大半は小部隊に分けられ各州に配備されていた。彼らはなんら新しい装備も訓練も与えられることなく、別技軍とは待遇が異なり、また、しばしば差別的に扱われることに不満をつのらせていた。さらに、5営あった軍営が統廃合により2営（武衛営・壮禦営）となり、その多くがいずれは退役を余儀なくされていた。それに加えて、当時朝鮮では財政難のため、当時は米で支払われていた軍隊への給料（俸給米）の支給が1年も遅れていた。1882年の夏は、朝鮮半島が大旱魃に見舞われ、穀物は不足し、政府の財源は枯渇していた。
1882年7月19日、ようやく13か月ぶりに武衛・壮禦の両営兵士に支払われることになった俸給米はひと月分にすぎなかった。しかし、支給に当たった宣恵庁の庫直（倉庫係）が嵩増しした残りを着服しようとしたため、砂や糠、腐敗米などが混ざっていた。これに激怒した旧軍兵士は倉庫係を襲ってこれに暴行を加え、倉庫に監禁し、庁舎に投石した。ところが、この知らせを受けた担当官僚（宣恵庁堂上）であった閔謙鎬は首謀の兵士たちを捕縛して投獄し、いずれ死刑に処することを決定した。これに憤慨した各駐屯地の軍兵たちが救命運動に立ち上がったが、運動はしだいに過激化し、政権に不満をいだく貧民や浮浪者をも巻き込んでの大暴動へと発展していった。民衆もまた、開港後の穀物価格の急騰に不満をつのらせていたのである。かくして、7月23日（朝鮮暦6月9日）、壬午軍乱が勃発した。これは、反乱に乗じて閔妃などの政敵を一掃し、政権を再び奪取しようとする前政権担当者で守旧派筆頭の興宣大院君の教唆煽動によるものであった。反乱を起こした兵士等の不満の矛先は日本人にも向けられ、途中からは別技軍も暴動に加わった。
7月23日、兵士らは閔謙鎬邸を襲撃したのち、投獄中の兵士と衛正斥邪派の人びとを解放し、首都の治安維持に責任を負う京畿観察使の陣営と日本公使館を襲撃した。このとき、別技軍の軍事教官であった堀本少尉が殺害されている。翌7月24日、軍兵は下層民を加えて勢力を増し、官庁、閔妃一族の邸宅などを襲撃し、前領議政（総理大臣）の李最応も邸宅で殺害された。さらに暴徒は王宮（昌徳宮）にも乱入し、軍乱のきっかけをつくった閔謙鎬、前宣恵庁堂上の金輔鉉、閔台鎬、閔昌植ら閔氏系の高級官僚数名を惨殺した。このとき、閔妃は夫の高宗を置き去りにして王宮から脱出し、その日のうちに忠州方面へ逃亡した。王宮に難を逃れていた閔妃の甥で別技軍の教練所長だった閔泳翊は重傷を負った。
軍兵たちは23日夕刻までに王宮を占拠し、国王からの要請という形式を踏んで大院君を王宮に迎え、彼を再び政権の座につけた。
当時の様子を、朝鮮滞在のロシア帝国の官僚ダデシュカリアニは、以下のように書き記している。
暴徒は漢城在住の日本人語学生、巡査らも殺害した。

### 軍乱による日本人犠牲者

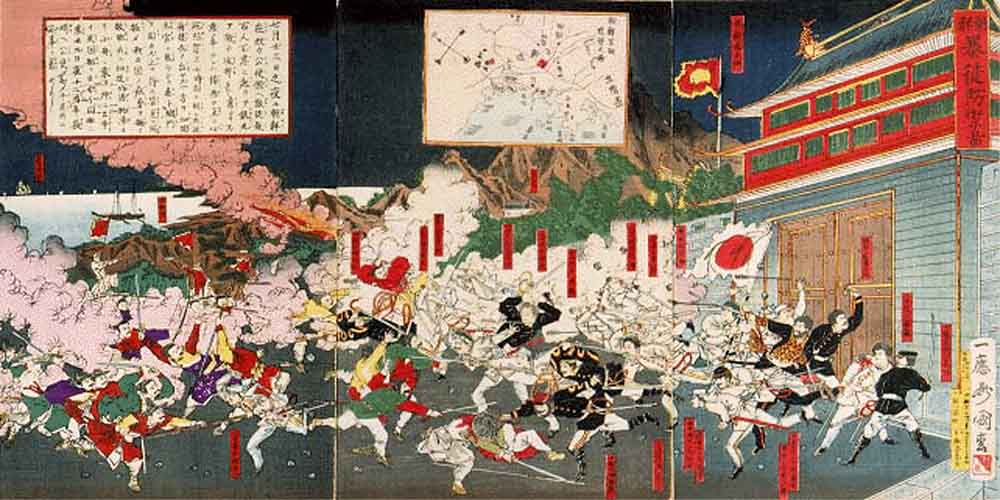
襲撃された日本公使館

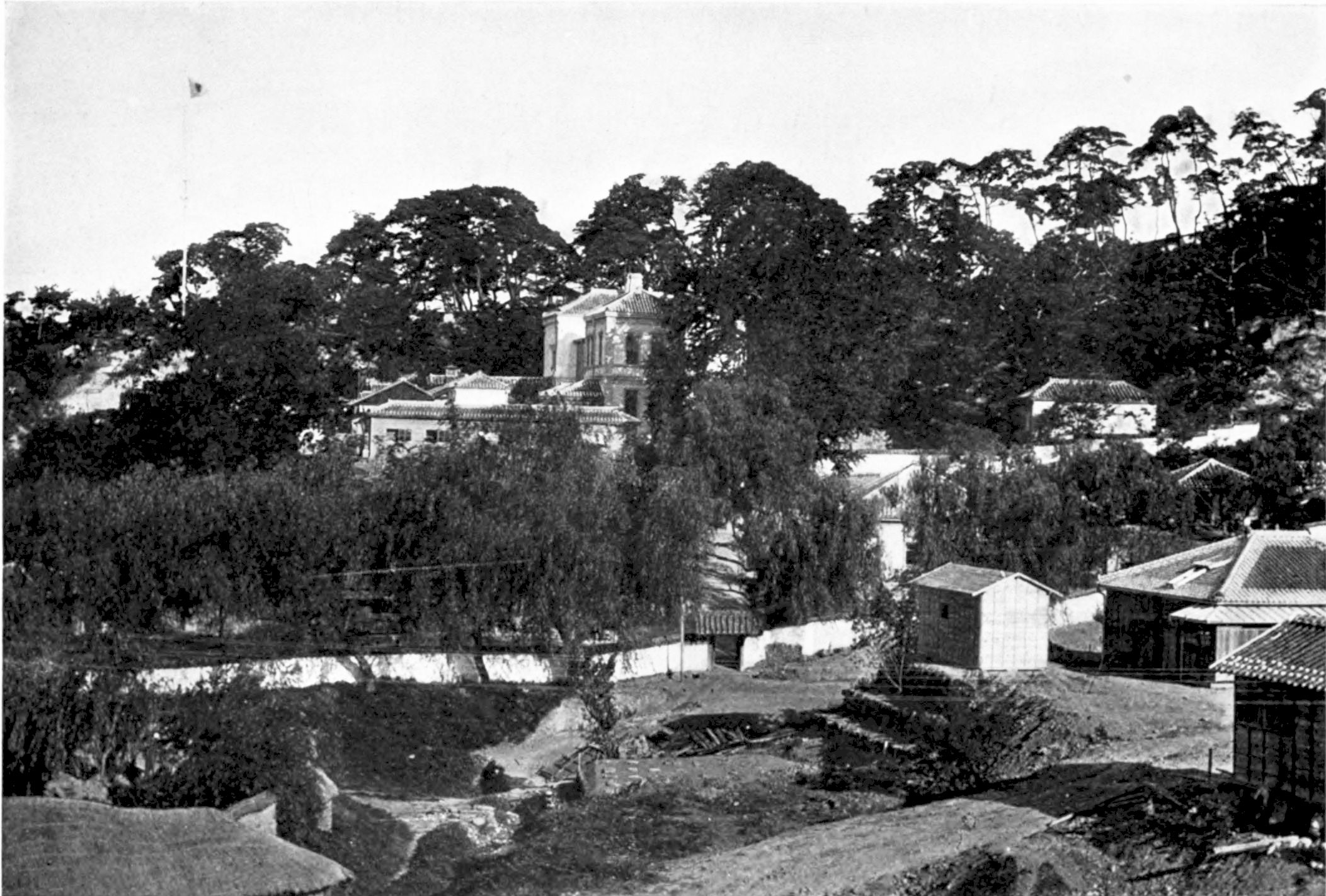
漢城（現、ソウル）の日本公使館。1900年頃の撮影

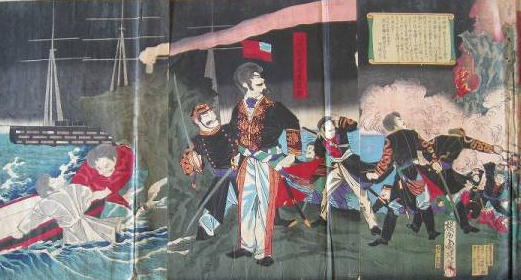
公使館脱出を描いた豊原周延の木版画

殺害された日本人のうち公使館員等で朝鮮人兇徒によって殺害された以下の日本人男性は、軍人であると否とにかかわらず、戦没者に準じて靖国神社に合祀されている。合祀された人びとの氏名・年齢等は以下の通りである。
堀本礼造陸軍工兵少尉（戦死により陸軍工兵中尉に昇進される）。
水島義日本公使館雇員
鈴木金太郎31歳。日本公使館雇員（事由 戦死：明治15年11月2日靖国神社合祀）
飯塚玉吉27歳。日本公使館雇員（事由 戦死：明治15年11月2日靖国神社合祀）
廣戸昌克33歳。一等巡査（事由 戦死：明治15年11月2日靖国神社合祀）
本田親友22歳。三等巡査（事由 戦死：明治15年11月2日靖国神社合祀）
宮鋼太郎18歳。外務省二等巡査（事由 弁理公使花房義質を護衛中 戦死：明治15年11月2日靖国神社合祀）
川上堅鞘27歳。外務省二等巡査（事由 戦死：明治15年11月2日靖国神社合祀）
池田為義28歳。外務省二等巡査（事由 戦死：明治15年11月2日靖国神社合祀）
遠矢庄八朗外務省二等巡査（事由 戦死：明治15年11月2日靖国神社合祀）
近藤道堅22歳。私費語学生（事由 袈裟かけに2箇所重傷を負い自刃す 戦死：明治15年11月1日靖国神社合祀）
黒澤盛信28歳。私費語学生（戦死：明治15年11月2日靖国神社合祀 :扶助料千五百圓を賜う）
池田平之進21歳。陸軍語学生徒（戦死：明治15年11月2日靖国神社合祀）
岡内格23歳。陸軍語学生徒（戦死：明治15年11月6日靖国神社合祀）
靖国神社遊就館では、事変で殉職した英霊の顕彰が行われており、壬午事変時に日本公使館に掲げられていた日章旗が併せて展示されている。

### 日本公使館員の脱出

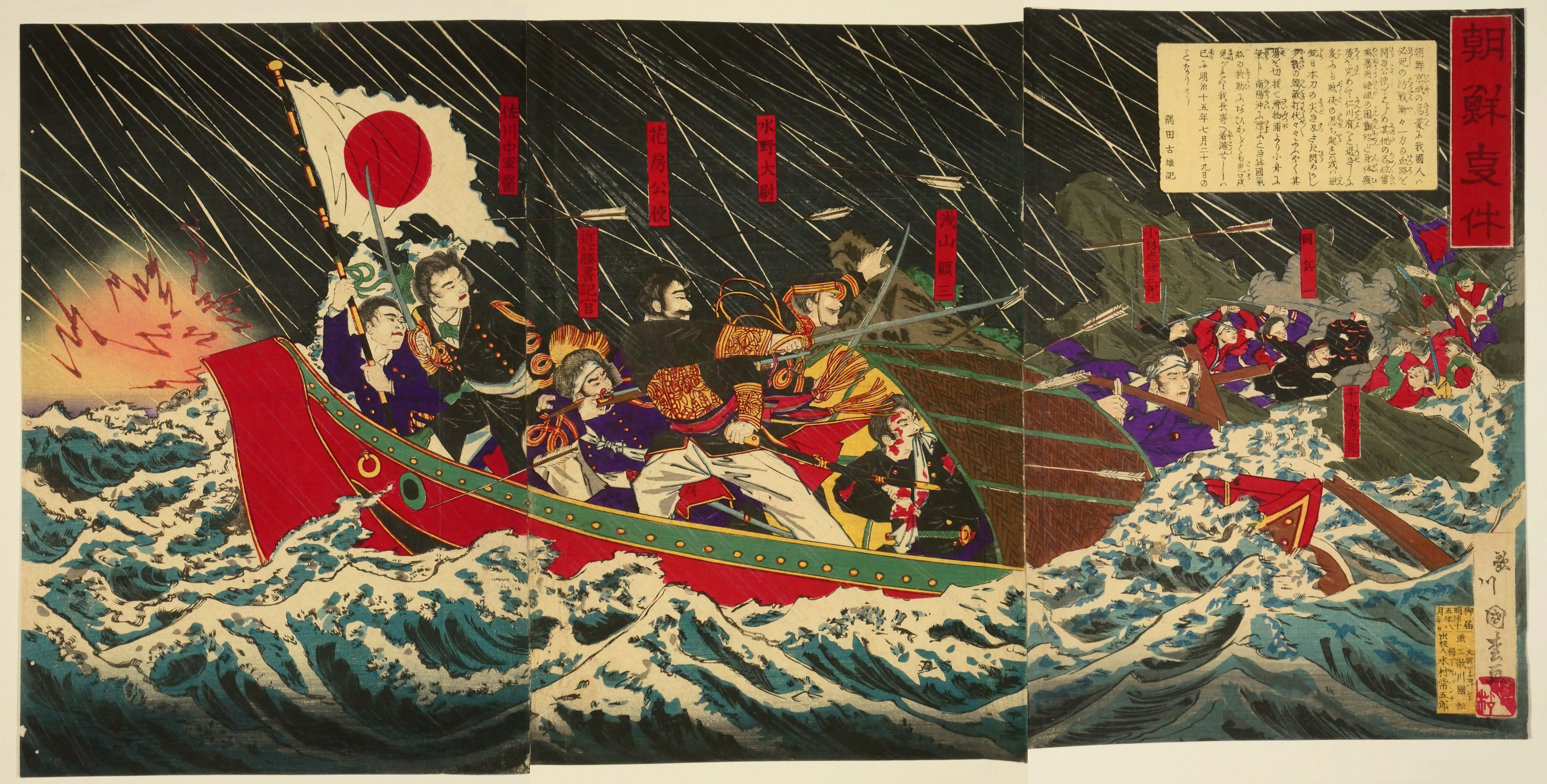
小舟で朝鮮を脱出した花房はじめ公使館員

漢城の日本公使館駐留武官だった水野大尉の報告などによると、暴徒に包囲された公使館員たちの脱出行は以下のとおりである。
朝鮮政府から旧軍反乱の連絡を受けた日本公使館は乱から逃れてくる在留日本人に保護を与えながら、自衛を呼びかける朝鮮政府に対して公使館の護衛を強く要請した。しかし混乱する朝鮮政府に公使館を護衛する余裕はなく、暴徒の襲撃を受けた日本公使館はやむを得ず自ら応戦することになった。蜂起当日はなんとか自衛でしのいだ公使館員一行だったが、暴徒による放火によって避難を余儀なくされた。朝鮮政府が護衛の兵を差し向けてくる気配はなく、また公使館を囲む暴徒も数を増しつつあったので、弁理公使の花房義質は公使館の放棄を決断。避難先を京畿観察使営と定め、花房公使以下28名は夜間に公使館を脱出した。
負傷者を出しながらも無事に京畿観察使の陣営に至ることに成功したが、陣営内はすでに暴徒によって占領されており、京畿観察使金輔鉉はすでに殺害されていた。公使館一行は次いで王宮へ向かおうとするが南大門は固く閉じられていて開かなかった。王宮の守備隊長は彼らに退去を命じたという。
花房らはついに漢城脱出を決意し、漢江を渡って仁川府に保護を求めた。仁川府使は快く彼らを保護したが、夜半過ぎに公使一行の休憩所が襲撃され、一行のうち5名が殺害された。襲撃した暴徒の中には仁川府の兵士も混ざっており、公使一行は仁川府を脱出、暴徒の追撃を受け多数の死傷者を出しながら済物浦から小舟（漁船）で脱出した。その後、海上を漂流しているところをイギリスの測量船フライングフィッシュ号に保護され、7月29日、長崎へと帰還することができた。

### 閔妃の脱出
王宮に乱入した暴徒は誰もがみな、閔妃は大院君の指図によって毒殺されたものと思っていた。しかし、実際には閔妃は暴徒乱入の報に接するやすぐに用意をととのえ、それに対応していた。一人の侍女が閔妃のいる部屋で毒薬を飲んで自殺し、みずからは隠密裏に自室を脱出したのである。下僕の一人が彼女を背にして怒り狂う暴徒の群れのなかをかき分け、途中、会う人ごとに詰問されたが、下僕は必ず「自分はとるに足らない下っ端であるが、この騒動から自分の妹を連れ出すところだ」と応答してこの災難をくぐりぬけた。閔妃はこうして漢城市内の私邸に到着、そこから駕籠で忠州（忠清北道）付近の僻村へと逃亡、同地に隠れ住んだ。なお、このとき閔妃を運んだ駕籠かきの一人が、水運びを生業とする貧しい庶民の出身で、のちに政治家として活躍する李容翊である。

### 大院君政権の復活
9年ぶりに政権の座についた興宣大院君は、復古的な政策を一挙に推進した（第2次大院君政権）。統理機務衙門を廃し、3軍府の復活を復活して旧来の5軍営にもどしたほか、両営・別技軍を廃止した。そして、閔氏とその係累を政権から追放する一方、閔氏政権によって流罪に処せられていた衛正斥邪派の人びとを赦免し、また監獄にあった者の身柄を解放して、みずからの腹心を要職に就けた。

## 日清両国の対応
日清両国はそれぞれ以下に詳述するように軍艦・兵士を派遣して軍乱に対応した。アメリカ合衆国もまた軍艦を派遣した。

### 日本側の対応

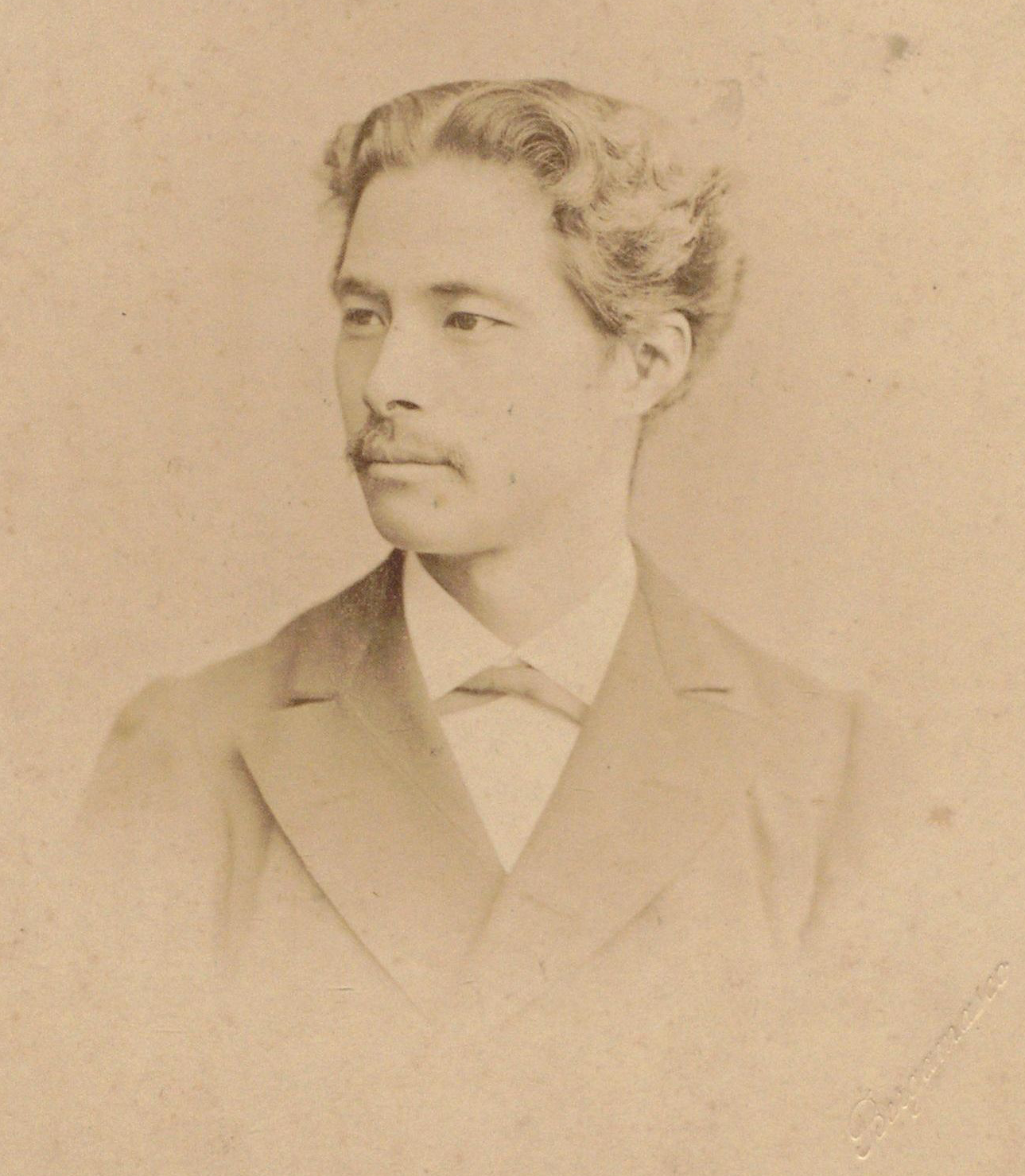
在朝日本公使館弁理公使だった花房義質

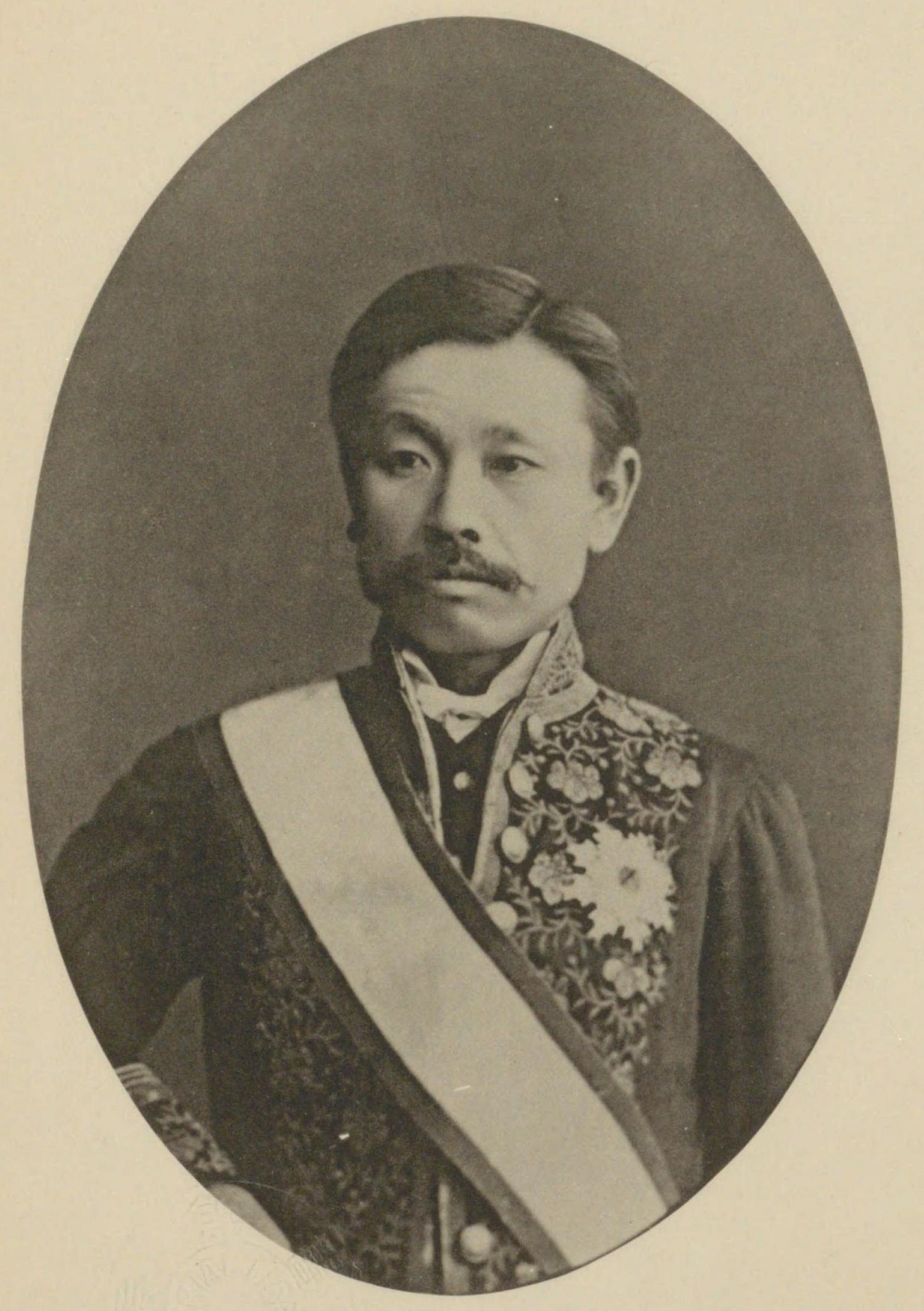
外務卿、井上馨

長崎に帰着した花房公使はただちに外務卿井上馨に事件発生を伝えた。政府はさしあたって事実経過の調査、謝罪・賠償要求のため花房公使を全権委員に任命し、居留民保護のため軍艦を派遣することとし、井上外務卿が山口県下関へ出向いて指揮をとることとした。
一方、日本国内では朝鮮に対する即時報復説が台頭した。国内各地から義勇兵志願者が殺到し、朝鮮におもむいて暴虐きわまりない「野蛮人ども」と戦うことを許可するよう強く求めた。また、国民一般による署名嘆願運動には日本人のみならず外国人商人も少なからず参加した。
日本政府は、花房公使に朝鮮政府との交渉を命じ、
1.朝鮮政府の公式謝罪
2.被害者遺族への扶助料支給
3.犯人および責任者の処罰
4.損害賠償
5.朝鮮軍による公使館警備
6.朝鮮政府に重大責任あるばあいは巨済島または鬱陵島の割譲
7.朝鮮政府が誠意を示さないばあいは仁川を占領し後命を待つこと
などを訓令し、軍艦と兵士を率いさせて朝鮮に派遣した。
やがて訓令には
8.咸興、大邱、および漢城近郊楊花津（現在のソウル特別市麻浦区）の開市
9.外交使節の内地旅行権
10.通商条約上の権益拡大
が付け加えられた。また、先遣隊として軍艦2隻と輸送船1隻を派遣し、近藤真鍬書記官らと陸軍兵300名を輸送させた。
8月5日、駐日清国公使は日本政府に対し清国政府による派兵をともなう調停を伝えたが、外務卿代理の吉田清成は、再三、「自主ノ邦」たる朝鮮と日本の問題は条約にもとづいて解決すべきものとして介入を謝絶した。それに対し、清国側は朝鮮は清の属国であるから介入は当然と主張した。
8月13日、公使花房全権は工部省の汽船「明治丸」で済物浦に入港した。先遣隊に後続を加えると、軍艦4隻、輸送船3隻、陸軍歩兵1個大隊の千数百名が仁川周辺に集結していた。陸軍の指揮官は高島鞆之助陸軍少将、海軍を率いたのは仁礼景範海軍少将であった。
8月16日、仁川府に着いた花房公使は2個中隊を率いて軍乱で破壊されたままの漢城に入京し、昌徳宮に進路をとって王宮内で高宗に謁見、さらに大院君と会見した。このとき、日本政府の要求7項目を記した冊子を領議政の洪純穆に手渡した。朝鮮政府が即答を避けたため、回答期限を3日後としたが、日本の賠償金要求50万円は当時の朝鮮政府にはきわめて高額で工面が困難だったこともあって、領議政の急務を理由に回答の延期を通告してきた。これは、大院君が日本の要求を突き返すよう政府に命じたともいわれている。
8月23日、花房全権は朝鮮側の約束違反を難詰したうえで護衛兵を率いて漢城を出発、仁川に引き上げて、そこで軍備をととのえた。翌8月24日には仁川において馬建忠と会見している（詳細後述）。

### 清国側の対応

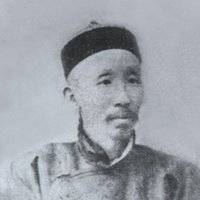
軍乱収拾のために酷暑のなかを精力的に活動した馬建忠

清国政府が軍乱発生の報を最初に受けたのは、8月1日、東京在住の清国公使黎庶昌からの電報によってであった。李鴻章は生母死去の服喪中だったため、北洋大臣代理職にあった張樹声が、天津に滞在していた朝鮮官僚金允植と魚允中に事件の経緯を伝え、両名に意見を尋ねた。金と魚は閔氏政権の開化派官僚であった。ふたりは、事件が国王高宗の開国政策に反対する守旧派勢力のクーデターであると推断したうえで、日本軍と反乱軍が衝突する怖れがあるとし、また、日本がこの機会に朝鮮進出をはかるだろうと訴えて、張に清国の派兵と日朝間の調停を要請した。

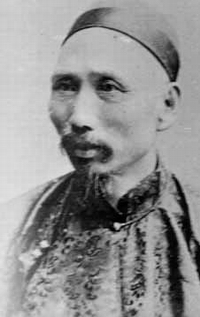
北洋水師提督、丁汝昌

張樹声はただちに北洋水師提督の丁汝昌に出動準備を命じ、上海滞在中の馬建忠を外交交渉役として呼び寄せた。8月7日、清国皇帝光緒帝によって「派兵して保護すべし」の命令が下った。これは、藩属国たる朝鮮の保護のみならず、朝鮮で被害を受けた日本をも保護せよというものであった。
丁汝昌の率いる北洋艦隊の軍艦3隻（「威遠」「超勇」「揚威」）は、馬建忠と魚允中を乗せて山東省芝罘（現在の煙台市）を出港、8月10日には済物浦に入港した。仁川入りした馬建忠は情報収集にあたるとともに日朝両国の要人と非公式に接触し、清国政府に対しては兵員の増派を上申した。これにより、8月20日、広東総督の呉長慶が3,000名の兵を率い、3隻の軍艦に護衛されて済物浦の南方約40キロメートルの馬山浦（京畿道の南陽湾沿岸に所在。慶尚南道の馬山とは異なる）に到着した。
馬建忠は漢城へ向かい、清国軍もその後から漢城に進駐して日本軍を圧倒する兵力を配置した。8月24日には朝鮮との戦争も辞せずの構えをとっていた仁川の花房全権公使をおとずれて意見交換をおこない、翌8月25日の再度の会見では花房から朝鮮全権との再協議に応ずるという確約を引き出した。日本が清国の調停を受けたのは、それを拒否すれば清国軍との衝突も覚悟しなければならなかったためと考えられる。また、このとき、ふたりの間で大院君排除の問題が話されたかどうかは不明であるが、開国政策を妨害する大院君を政権から取り除くべきという一点において、日清両国は共通の立場に立ちえたものと考えられる。
8月26日、漢城へ戻った馬建忠は丁汝昌・呉長慶と協議し、日朝再協議の実現のためには大院君を排除するしかないとの結論に達した。彼らはその旨を、魚允中を通して高宗に伝えた。

## 軍乱の収束

### 大院君拉致事件
軍乱発生から約1か月経った1882年8月26日（朝鮮暦7月13日）、反乱鎮圧と日本公使護衛を名目に派遣された漢城駐留の清国軍によって大院君拉致事件が起こった。大院君の排斥と国王の復権という基本方針は張樹声の指示によるものと考えられるが、大院君の軟禁は馬建忠・丁汝昌・呉長慶の3名によって計画されたものであった。朝鮮王宮はじめ漢城の城門は清国兵によって固められ、清国軍はおびき出された大院君を捕捉して南陽湾から河北省天津へと連行した。連行理由は、清国皇帝が冊封した朝鮮国王をしりぞけて政権をみずから奪取するのは国王を裏切り、皇帝を蔑ろにする所行であるというものである。大院君が清国に捕捉された際、アメリカ政府は「朝鮮は清国の従属国家であり半島における何世紀にもわたる封建的国家としての支配は清国によって承認された」というコメントを発表した。
清国軍はまた、漢城府東部の往十里、南部の梨泰院を攻撃して反乱に参加した兵士や住民を殺傷した。こうして、政権は国王高宗と忠州から戻った閔妃の一族に帰し、事変は終息した。

### 日朝の再協議と済物浦条約

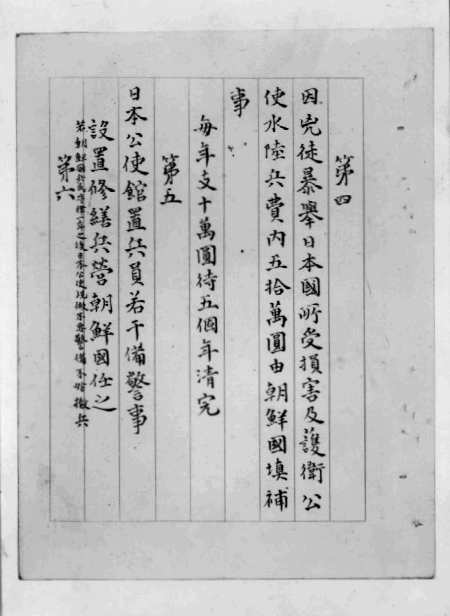
済物浦条約（複写） 償金50万円について定めた第四款と軍員の駐留について定めた第五款

8月26日の大院君拉致事件ののち、高宗・閔氏の政権が復活し、済物浦の花房義質全権公使のもとへ朝鮮政府から謝罪文が送られた。これは清国の馬建忠の斡旋によるものであった。花房はこれを受け入れ、日本軍艦金剛艦上での交渉再開を約束した。しかし、高宗・閔氏の政権は外交的には馬建忠に依存せざるをえなかった。8月28日夜、朝鮮全権大臣李裕元、副官金宏集らは済物浦に停泊中の金剛をおとずれ、交渉をはじめた。交渉は、この日と翌日（29日）にかけて集中的におこなわれ、1882年8月30日（朝鮮暦7月17日）、6款より成る済物浦条約を調印した。このような短時間で交渉が成立したのは馬建忠が日朝双方に事前に根回しをしていたからである。一方、この交渉の結果、日朝修好条規（1876年締結）の追加条項としての同条規続約が調印された。
軍乱を起こした犯人・責任者の処罰、日本人官吏被害者の慰霊、被害遺族・負傷者への見舞金支給、朝鮮政府による公式謝罪、日本外交官の内地旅行権などについては、日本側原案がほぼ承認された。開港場遊歩地域の拡大（内地旅行権および内地通商権）に関しては、朝鮮側の希望を若干容れて修正された。朝鮮側が最も反対していた50万円の賠償金と公使館警備のために朝鮮に軍隊一個大隊を駐留させる権利については、花房公使の強硬な姿勢により、文言の修正と但し書きの挿入程度にとどまり、基本的に日本側の要求が容認された。全体的にみれば、日本側の要求がほぼ受け入れられた内容となった。
済物浦条約の締結に際して清国は、その文章について特に深く介入したわけではなかった。むしろ、大院君を朝鮮王宮から連れ去ったことによって日本側に優位な交渉条件を準備したともいえる。このとき清国は、ベトナムをめぐってフランスとの緊張が強いられていたので、日本と徹底して事を構えるつもりはなかった。日本もまた、外務卿井上馨の基本方針は対清協調、対朝親和というものであり、在野の知識人もまた日清朝の三国提携論が優勢であった。花房公使は調印後の9月2日、井上外務卿あてに「大満足にまで条約を締結せり」と報告の電報を打電した。
なお、済物浦条約は批准を必要としなかったが、日朝修好条規続約の方は批准を要し、この年の10月30日、明治天皇によって批准がなされている。

### 開国・開化方針の確認
1882年9月13日、清の幼帝光緒帝は大院君の河北省拘留と呉長慶麾下の将兵3,000名の漢城駐留の命を下した。清国が軍事力を背景に宗主権の強化再編に乗り出したのである。清にすがって国内を統治しようとする閔氏政権の親清政策もこれを助けたが、従来の宗属関係は藩属国の内治外交には干渉しない建前だったので、これは両国を近代的な宗属関係に変質させる意味合いをもっていた。
9月14日（朝鮮暦8月5日）、高宗は教書を下し、開国・開化を国是とすること、「東道西器」すなわち道徳は東洋の伝統を保持し「邪教」（キリスト教）を排斥するものの西洋の「器」（技術、軍事、制度）は学ぶべきことを明示し、国内の斥洋碑の撤去を命じた。ただ、開化の方向性は明確になったものの、河北省天津訪問中の趙寧夏・金宏集が改革案『善後六策』を李鴻章に示して、その意見を求めるなど、この開化策は清国に大きく依存したものとなった。

### 中朝商民水陸貿易章程の締結

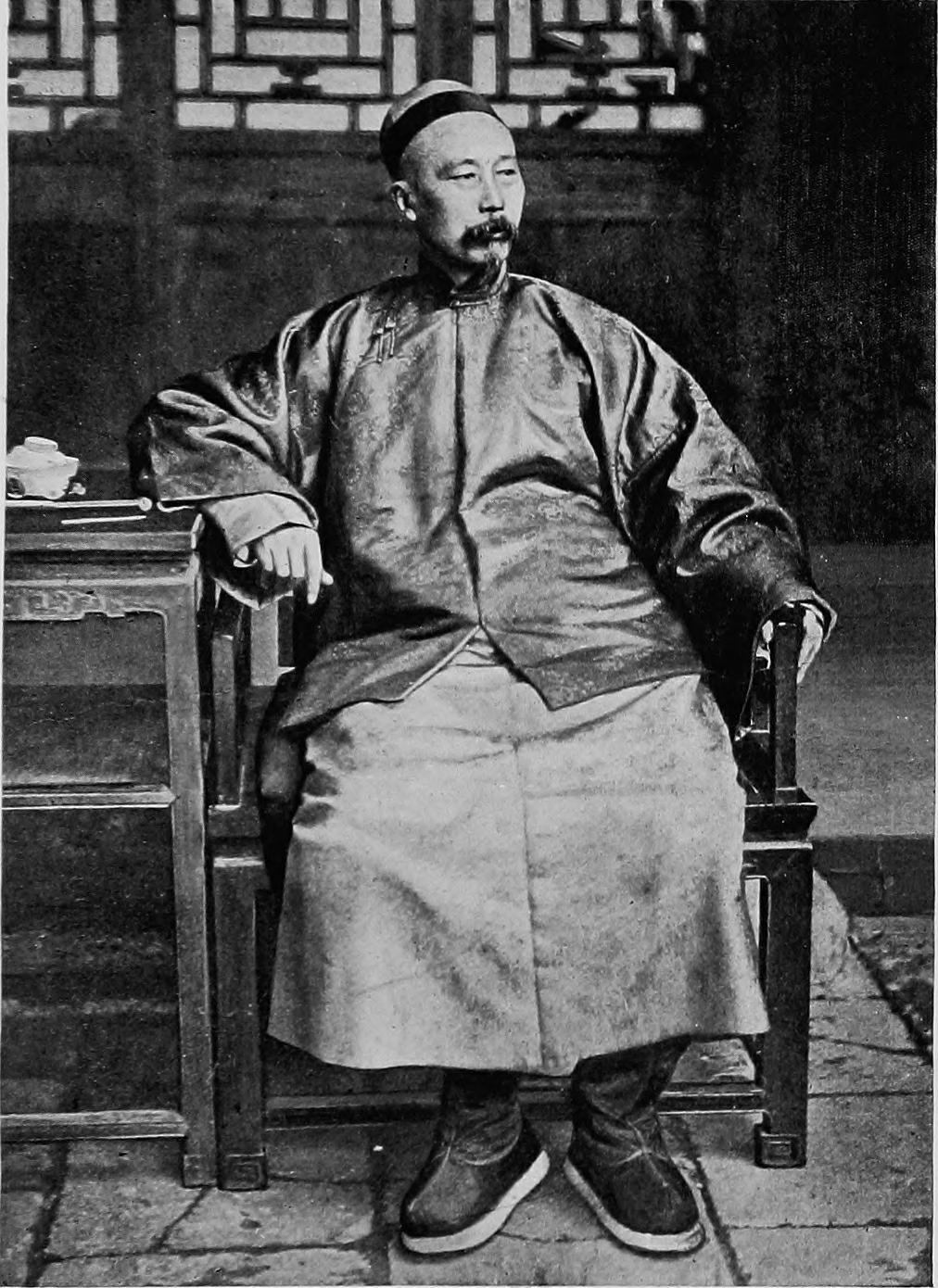
1871年頃の李鴻章

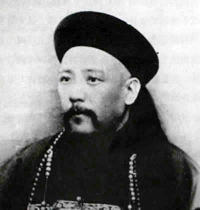
1900年頃の袁世凱

1882年10月4日（朝鮮暦9月12日）、清国と朝鮮は天津において中朝商民水陸貿易章程を締結した。清国側は北洋大臣李鴻章のほか周馥と馬建忠が、朝鮮側は兵曹判書の趙寧夏と金宏集、魚允中がこれに署名した。この章程は両国間で締結された近代的形式を踏んだ条約としては最初のものであった。しかし、その内容は清の朝鮮に対する宗主権を明確にしたものであり、清による属国支配を実質化するものであった。
中朝商民水陸貿易章程は、両国が対等な立場で結んだ条約ではなく、清国皇帝が臣下である朝鮮国王に下賜する法令であるとされ、その前文において旧来の朝貢関係が不変であることを再確認し、この貿易章程が中国の属邦を特に「優待」するものであり、それぞれの国が等しく潤うものではないとされた。言い換えれば、これは宗属関係に由来する独自の規定であり、他の諸外国は最恵国待遇をもってしても、この貿易章程上の利益にあずかることができないとされたのである。清国は属国朝鮮に「恩恵」を施す存在であると明記されたが、清にのみ領事裁判権が与えられ、原告が中国人で被告が朝鮮人の場合には審理に清国商務委員がくわわることができるという不平等条項を含んでいた。また、第一条では清国の北洋大臣が朝鮮国王と同格であることが明確に規定された。
貿易章程では、朝鮮人が北京で倉庫業・運送業・問屋業を店舗営業できる代わりに、清国人は漢城や楊花津で同様の店舗経営ができるものとした。さらに、朝鮮内地で物資を仕入れ購入する権利もあたえられた。これらは諸外国が朝鮮とむすんだ通商条約にはない規定であり、したがって貿易章程における「属邦優待」とは、清国が朝鮮貿易上の特権を排他的に独占し、清国の内治通商支配を基礎づけるものであった。なお、のちに清国は1884年2月、同章程第4条を改訂して朝鮮の内地通商権をさらに広げている。
貿易章程の結ばれた1882年10月、天津滞在中の趙寧夏は軍乱後の政策について李鴻章の指導を仰ぎ、朝鮮政府が外交顧問として招聘すべき人材の推薦を依頼した。李鴻章が推薦したのはドイツ人のパウル・ゲオルク・フォン・メレンドルフ（穆麟徳、元天津・上海副領事）と馬建忠の兄馬建常（元神戸・大阪領事）であった。2人はこの年の12月に帰国した趙寧夏とともに漢城入りし、12月27日、高宗に謁見した。
また、朝鮮政府より軍隊養成と軍制改革を依頼された呉長慶は、当時頭角をあらわしつつあった若干23歳の野心家袁世凱に命じてこれを担当させた。朝鮮に派遣された袁は朝鮮の軍事権を掌握し、1年半後には彼のもとで養成された2,000名の新式陸軍が誕生した。
こうして経済面のみならず、軍事・外交の面でも清国は朝鮮への介入を強め、近代的な支配隷属関係への質的移行を示すようになった。

### 反乱軍の処罰
1882年10月、「大逆不道罪」によって、鄭顕徳・趙妥夏・許焜・張順吉らの官吏、また、白楽寛・金長孫・鄭義吉・姜命俊・洪千石・柳朴葛・許民同・尹尚龍・鄭双吉らの儒学者は凌遅刑により処刑され、遺体は3日間晒された。また、その一族等も斬首刑に処せられた。

## 軍乱の影響

### 朝鮮

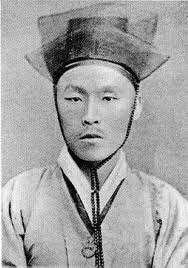
独立党のリーダーとして活躍した金玉均

軍乱の結果、閔氏政権は清国への傾斜を強めて事大主義的な姿勢を鮮明にし、清国庇護のもとでの開化政策という路線が定まった。その結果、今まで攘夷主義と敵対してきた開化派が、清国重視のグループと日本との連携を強化しようとするグループに分裂した。朝鮮を開国に踏み切らせた日本であったが、中朝商民水陸貿易章程によって空洞化され、朝鮮政府に対する影響力はその分減退した。金宏集（金弘集）、金允植、魚允中らは清国主導の近代化を支持し、閔氏政権との連携を強めた。一方、済物浦条約の規定によって1882年10月に謝罪使として日本に派遣された朴泳孝特命全権大使、徐光範従事官、金玉均書記官らは、いずれも日本との結びつきを強めた。彼らは12月まで日本に滞在し、福沢諭吉ら多くの日本の知識人と交誼を結んで海外事情や新知識を獲得していった。また、大院君勢力の一掃によって、朝鮮で攘夷主義的な政策の復活は閉ざされたが、民衆レベルではむしろ東学の浸透など宗教性を帯びて深く根をおろしていった。
閔氏政権は清国の制度にならった政治改革をおこない、外交・通商を担当する統理交渉通商事務衙門と内政・軍務を担当する統理軍国事務衙門を設置した。また、朝鮮は清国軍3,000名、日本軍200名弱の首都駐留という新しい事態を引き受けざるを得なくなったが、日本軍の規律は秩序立ったものであったのに対し、清国軍は漢城各所でしばしば掠奪・暴行をはたらき、市民に被害が生じたと記されている。
壬午軍乱当時、忠州にかくまわれていた閔妃は軍乱収束後王宮にもどったが、その際ひとりの巫女をともなっていた。巫女は卑賎の出身であったが、閔妃の王宮帰還を予言するなどして閔妃の歓心を得て宮廷の賓客として遇されたものである。閔妃はこの巫女を厚く崇敬して毎日2回の祭祀を欠かさず、一族や高官にもこれを勧めたため、やがてこれにかかる費用は莫大なものとなった。また、各地の宗教者も集まって王宮を占拠するような状態となり、売官がまたもはびこって国内統治はいっそう混迷の度を深めた。

### 清国
清国は、中朝商民水陸貿易章程を結ぶなどして、親日派勢力を排除して朝鮮半島への干渉を強め、朝鮮に対する宗主国の権勢を取り戻して近代的な属国支配を強めた。従来、朝鮮の内政には関与しなかったが、清国側とすれば台湾・琉球・朝鮮に対する日本の攻勢に対抗したものであり、日朝修好条規を空洞化させて朝鮮を勢力圏に取り込む姿勢を明らかにしたのである。李鴻章は北洋大臣として朝鮮国王と同格の存在となり、朝鮮の内政・外交は李鴻章とその現地での代理人たる袁世凱の掌握するところとなった。大院君は李鴻章による査問会ののち天津に幽閉され、高宗は査問会において「朝鮮国王李㷩陳情表」を清国皇帝あてに提出して大院君赦免を陳情したが効なく、その幽閉は3年間続いた。

### 日本

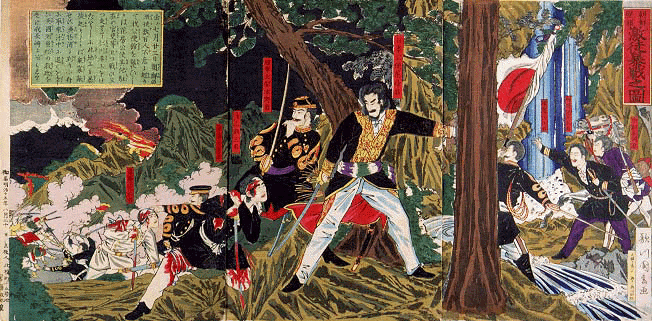
日本公使館が襲撃された場面を描いた錦絵

日本では、軍乱を描いた多数の錦絵・小冊子が刊行され、同胞が暴徒によって殺害された衝撃はひろく国民にナショナリズムの反応を引き起こした。日朝修好条規によって朝鮮を開国させた日本であったが、この軍乱では清国の機敏な動きに後れをとり、清国に対し軍事的に劣位にあることが痛感されたため、以後、山縣有朋らを中心に軍拡が強く唱えられることとなった。1882年は近代日本における軍備拡張の起点といわれており、この年の11月24日、明治天皇は宮中謁見所に地方長官を召集して軍備拡張と租税増徴の勅諭を述べた。以後、大蔵卿松方正義による緊縮財政・デフレ政策にもかかわらず、あえて増税が進められ、1883年は前年比軍事費を大幅に増加させた。増税については、政府は国民とくに民権派が動いて「騒然たる景況」となることを強く警戒したものの、民権派の大半は必ずしも軍拡に反対しなかった。
日清朝三国提携を模索する意見の多かった言論界でも変化がみられた。1882年12月7日『時事新報』社説「東洋の政略果して如何せん」において福沢諭吉は「我東洋の政略は支那人の為に害しられたり」と述べ、清国は日本が主導すべき朝鮮の「文明化」を妨害する正面敵として論及されるようになった。このような状況を打開すべく、福沢は金玉均ら独立党の勢力挽回に期待をかけたのである。

### 東アジア国際情勢
日朝間で結ばれた済物浦条約は、朝鮮をあくまでも属国として支配しようとする清国を牽制する意味合いもあり、朝鮮半島で対峙する日清両軍の軍事衝突をひとまず避けることはできたが、一方では朝鮮への影響力を確保したい日本と属国支配を強めたい清国との対立は、露朝密約事件や巨文島事件といった露英対立などを背景としつつも、以後さまざまなかたちで継続し、やがて、甲申事変や日清戦争へとつながっていった。